# Classe ATC P03
La classe ATC P03, dénommée « Antiparasitaires externes, incluant scabicides et répulsifs », est un sous-groupe thérapeutique de la classification anatomique, thérapeutique et chimique, développée par l'OMS pour classer les médicaments et autres produits médicaux. La classe ATC vétérinaire correspondante dans la classification ATCvet est QP53-QP54. Le sous-groupe présenté ici est celui établi par l'OMS, et peut donc différer des versions dérivées utilisées dans certains pays. Il fait partie du groupe anatomique P de la classification, intitulé « Antiparasitaires, insecticides et répulsifs ».

## P03A Antiparasitaires externes, scabicides inclus

### P03AA Dérivés soufrés
P03AA01 Dixanthogène (en)
P03AA02 Potassium polysulfite
P03AA03 Mésulfène (en)
P03AA04 Disulfirame
P03AA05 Thirame
P03AA54 Disulfirame, associations

### P03AB Dérivés chlorés
P03AB01 Clofénotane
P03AB02 Lindane
P03AB51 Clofénotane, associations

### P03AC Pyréthrines, dérivés de synthèse inclus
P03AC01 Pyrèthre
P03AC02 Bioalléthrine
P03AC03 Phénothrine
P03AC04 Perméthrine
P03AC51 Pyrèthre, associations
P03AC52 Bioalléthrine, associations
P03AC53 Phénothrine, associations
P03AC54 Perméthrine, associations

### P03AX Autres antiparasitaires externes, scabicides inclus
P03AX01 Benzoate de benzyl
P03AX02 Cuivre oléinate
P03AX03 Malathion
P03AX04 Quassia
P03AX05 Diméticone
P03AX06 Benzyl alcool

## P03B Insecticides

### P03BA Pyréthrines
P03BA01 Cyfluthrine
P03BA02 Cyperméthrine
P03BA03 Décaméthrine
P03BA04 Tétraméthrine (en)

### P03BX Autres insecticides
P03BX01 Diéthyltoluamide
P03BX02 Diméthylphtalate
P03BX03 Dibutylphtalate
P03BX04 Dibutylsuccinate
P03BX05 Diméthylcarbate (en)
P03BX06 Étohexadiol